# Antti Revonsuo
Antti Revonsuo é um neurocientista, psicólogo e filósofo da mente finlandês. Seu trabalho busca entender a consciência como um fenômeno biológico. Ele é um dos poucos filósofos que administram seus próprios laboratórios.
Atualmente, Revonsuo é professor de neurociência cognitiva na Universidade de Skövde, na Suécia, e de psicologia na Universidade de Turku, na Finlândia. Seu trabalho se concentra nos estados alterados de consciência, em geral, e sonhos, em particular. Ele é mais conhecido por sua Teoria de Simulação de Ameaças [Threat Simulation Theory], que - na tradição da psicologia evolutiva - afirma que os sonhos servem à função biológica de ensaiar situações possivelmente ameaçadoras para ajudar na sobrevivência, e por sua defesa do cérebro que sonha como modelo de consciência.

## Biografia
Revonsuo completou sua graduação na Universidade de Turku, defendendo seu mestrado em Psicologia em 1990, obtendo diploma em Filosofia em 1991 e, finalmente, um doutorado em Psicologia em 1995. Desde 2006, recebeu dois financiamentos pela Academia da Finlândia [Academy of Finland].

## Trabalhos
Revonsuo escreveu três livros descrevendo sua abordagem filosófica e científica da consciência: Presença Interior: Consciência como Fenômeno Biológico [Inner Presence: Consciousness as a Biological Phenomenon] (2006), Consciência: A Ciência da Subjetividade [Consciousness: The Science of Subjectivity] (2010) e Fundamentos da Consciência [Foundations of Consciousness] (2017).
Além disso, Revonsuo co-editou dois livros sobre consciência: Consciência na Filosofia e na Neurociência Cognitiva [Consciousness in Philosophy and Cognitive Neuroscience] (1994) e Para Além das Dissociações: Interação entre Processamento Dissociado Implícito e Explícito [Beyond Dissociations: Interaction Between Dissociated Implicit and Explicit Processing] (2000). Ele também é o editor europeu da revista Consciousness and Cognition.

### Sonho enquanto modelo de consciência
Segundo Revonsuo, o cérebro que sonha é um sistema-modelo particularmente adequado para o estudo da consciência, porque gera uma experiência consciente enquanto isolado da entrada sensorial e da saída motora. Quanto ao paradigma rival da consciência visual, Revonsuo argumenta que ele não permite distinguir entre consciência e percepção. Revonsuo sustenta que existe uma "'dupla dissociação' entre consciência e entrada perceptiva". Assim, os sonhos são experiências conscientes, que ocorrem sem nenhum estímulo perceptivo e, inversamente, a entrada perceptiva não gera automaticamente a experiência consciente. Em apoio à independência da consciência em relação à percepção, Revonsuo cita o estudo de caso de Stephen LaBerge sobre um sonhador lúcido realizando movimentos oculares previamente combinados para sinalizar aos pesquisadores que ele havia se tornado consciente de estar sonhando. Um estudo que apóia a abordagem de Revonsuo sobre os sonhos foi conduzido por Allan Rechtschaffen e Foulkes (1965). Neste estudo, os indivíduos foram levados a dormir com as pálpebras abertas, permitindo assim que o córtex visual recebesse estímulos visuais. Embora seus olhos estivessem abertos e a entrada perceptiva estivesse acessível, os sujeitos não podiam ver os estímulos e não relataram sonhar com eles. É o cérebro que está tendo a experiência interna, independente da entrada perceptiva. Essa visão internalista da consciência leva Revonsuo a comparar a consciência dos sonhos e da vigília com uma simulação de realidade virtual desacoplada do ou indiretamente informada pelo ambiente externo ao cérebro.
Filosoficamente, a afirmação de Revonsuo de que sonhar é um estado de consciência contradiz os argumentos propostos pelos filósofos Norman Malcolm   e Daniel Dennett. Malcolm argumenta que, se uma pessoa está de alguma forma consciente, "segue-se logicamente que ela não está dormindo profundamente". Dennett sugeriu que precisávamos de uma teoria empírica bem confirmada dos sonhos antes de podermos dizer se os sonhos seriam como experiências ou não.

### Teoria de Simulação de Ameaças
A teoria de simulação de ameaças de Revonsuo afirma que grande parte ou toda a experiência dos sonhos é "especializada na simulação de eventos ameaçadores", com o objetivo evolutivo de ensaiar situações de luta ou fuga para se preparar melhor para tais ocorrências na vida de vigília (semelhante a um "treinamento de incêndio"). Segundo Revonsuo, a pesquisa empírica apóia essa teoria, mostrando a recorrência de situações ameaçadoras no sonho: de todas as emoções experimentadas no sonho, "o medo [é] a mais comum e a raiva a próxima mais comum".
Uma revisão de 2009 que apoiou a teoria de simulação de ameaças afirmou que "a principal fraqueza da teoria é que não há evidências diretas do efeito de ensaio dos sonhos (ou da falta dele) no desempenho ou nas taxas de sobrevivência entre gerações de humanos ancestrais", e também observa que não está claro por que algumas simulações de ameaças terminam sem uma reação do sonhador. A revisão conclui que "No geral, as novas evidências disponíveis e os novos testes diretos das previsões da (teoria de simulação de ameaças) fornecem forte apoio à teoria. Uma grande quantidade de evidências indica que a simulação de ameaça é uma função do sonho, uma adaptação psicológica evoluída selecionada durante a história evolutiva de nossa espécie. Nas evidências atuais, os pontos fortes da teoria parecem superar suas fraquezas".
Pesquisas interculturais encontram que o tema dos sonhos mais típico é o de ser perseguido ou atacado. Outros temas negativos comuns incluem cair, se afogar, se perder, ficar preso, ficar nu ou vestir-se inadequadamente em público, ser ferido acidentalmente / adoecer / morrer, sofrer um desastre natural ou causado pelo homem, desempenho insatisfatório (como dificuldade teste) e com problemas no transporte. Alguns temas são positivos, como sexo, voar ou encontrar dinheiro, mas são menos comuns do que sonhar com ameaças.
Revonsuo descreve seis proposições “empiricamente testáveis” (Revonsuo, 2000) para ilustrar sua teoria de "simulação de ameaças".

#### Proposição 1
A experiência onírica incorpora uma “simulação organizada e seletiva do mundo perceptivo”. As modalidades sensoriais são totalmente integradas à experiência onírica perceptiva, e o “eu onírico ativo” tem uma imagem corporal semelhante à do eu que está acordado no “mundo visuoespacial". Os sonhos são compostos de interações que imitam experiências e situações arquetípicas do estado de vigília com pessoas e objetos. Revonsuo afirma que os sonhos são o resultado de um "processo ativo e organizado, e não um subproduto passivo da ativação desorganizada". A organização previsível dos sonhos os torna mais do que "ruídos aleatórios"; ao contrário, ele vê a função deles como uma "simulação seletiva do mundo".

#### Proposição 2
Representações de experiências da vida cotidiana estão ausentes durante o sonho. Os sonhadores experimentam uma "simulação seletiva do mundo" tendenciosa a situações ameaçadoras. A alta proporção de emoções negativas experimentadas durante o sonho correlaciona-se à necessidade de “respostas adaptativas que aumentem a capacidade de responder adequadamente em situações adaptativamente importantes” (Revonsuo, 2000). Os infortúnios e a agressão experimentados em um estado de sonho podem atuar como uma simulação que prepara o sonhador no caso de uma situação semelhante ocorrer no estado de vigília. As evidências estão na ativação durante o sono REM em regiões necessárias para a produção dessas experiências emocionalmente carregadas.

#### Proposição 3
As experiências reais em vigília, traumáticas para o indivíduo, fazem com que o sistema de produção de sonhos crie um conteúdo que simule respostas a ameaças como um mecanismo para "marcar situações críticas para a sobrevivência física e o sucesso reprodutivo". Revonsuo escreve que "o que do ponto de vista psicológico é uma 'experiência traumática' é, do ponto de vista biológico, um exemplo de percepção e comportamento de prevenção de ameaças".

#### Proposição 4
O conteúdo ameaçador dos sonhos, embora não seja uma descrição precisa da experiência em tempo real, parece incrivelmente realista e, portanto, é uma prática eficaz e produtiva para respostas de prevenção de ameaças. Ele postula que há prova dessa proposição em que a ação sonhada é consistente com o comportamento motor real e que "sonhar com uma ação é um processo idêntico para as áreas motoras corticais que efetivamente realiza a mesma ação".

#### Proposição 5
As habilidades perceptivas e motoras simuladas nos sonhos aumentarão a eficiência do desempenho dessas habilidades por um indivíduo, mesmo que os sonhos não sejam explicitamente lembrados. Estudos têm demonstrado que o aprendizado implícito de habilidades importantes para o desempenho humano pode ser aprendido e realizado sem nenhuma memória consciente de tê-los aprendido. Além disso, Revonsuo escreve que "a fisiologia do sono REM parece apoiar seletivamente o aprendizado implícito e processual".

#### Proposição 6
O sistema de simulação de ameaças "foi selecionado durante a nossa história evolutiva", o que implica que não era inato, mas veio a ser uma resposta à multidão de ameaças experimentadas pelas populações ancestrais humanas. Essas populações viviam em um "estado pós-traumático mais ou menos constante" e o cérebro sonhador construiu a técnica de simulação de ameaças como uma ferramenta evolutiva, resultando em habilidades aprimoradas de prevenção de ameaças e, portanto, em uma maior probabilidade de sobrevivência.